# Lawrie Sanchez
Lawrence Philip Sanchez (ur. 22 października 1959 w Londynie) – północnoirlandzki piłkarz pochodzenia ekwadorskiego występujący na pozycji pomocnika. Trener piłkarski.

## Kariera klubowa
Sanchez urodził się w Anglii. Jego matka pochodziła z Irlandii Północnej, a ojciec z Ekwadoru. Seniorską karierę rozpoczynał w 1977 roku w ekipie Reading z Fourth Division (IV liga). W debiutanckim sezonie 1977/1978 rozegrał tam 8 spotkań i zdobył 1 bramkę. Od początku następnego sezonu stał się podstawowym graczem Reading. W 1979 roku awansował z zespołem do Third Division. W 1983 roku spadł z nim jednak do Fourth Division. W 1984 roku ponownie awansował jednak z Reading do Third Division.
Pod koniec tego samego roku Sanchez odszedł do Wimbledonu z Second Division. W 1986 roku awansował z nim do First Division. W 1988 roku zdobył z zespołem Puchar Anglii. Na początku 1994 roku został graczem drużyny Swindon Town, także grającej w Premier League. W tym samym roku został grającym trenerem irlandzkiego Sligo Rovers, gdzie pracował przez rok. W 1995 roku zakończył karierę piłkarską.

## Kariera reprezentacyjna
W reprezentacji Irlandii Północnej Sanchez zadebiutował 12 listopada 1986 roku w zremisowanym 0:0 meczu eliminacji Mistrzostw Europy 1988 z Turcją. W latach 1986–1989 w drużynie narodowej rozegrał w sumie 3 spotkania.

## Kariera trenerska
W 1994 roku Sanchez został grającym trenerem irlandzkiego Sligo Rovers, gdzie pracował przez rok. W latach 1999–2003 był szkoleniowcem angielskiego Wycombe Wanderers z Division Two. W 2001 roku dotarł z nim do półfinału Pucharu Anglii.
W 2004 roku został selekcjonerem reprezentacji Irlandii Północnej. Funkcję tę pełnił do 2007 roku. W kwietniu tego samego roku został szkoleniowcem Fulham z Premier League. W grudniu 2007 roku odszedł z klubu.